# 山田真理子
山田 真理子（やまだ まりこ、1986年4月19日 - ）は、沖縄県を拠点に活動している日本のフリーアナウンサー。キャラOKINAWA所属。

## 来歴
沖縄県那覇市首里石嶺町出身。沖縄県立首里高等学校卒業。沖縄キリスト教短期大学に進学した後、2007年に琉球大学法文学部に編入学した。
大学在学中、2008年から2009年までラジオ沖縄 (ROK) のリポーターとして活動。そして大学を卒業後、2009年から2013年までNHK沖縄放送局の契約キャスターを務めていた。
NHKとの契約の終了後、2013年4月からフリーアナウンサーとして活動。沖縄県内で主にラジオパーソナリティとして活動しているほか、披露宴やイベントの司会、KEE'Sアナウンススクール沖縄校の講師も務めている。

## 担当番組

### ラジオ番組
- 子ども会ラジオニュース（ラジオ沖縄、2008年 - 2009年）[1]
- U COOL LAB（エフエム沖縄、2013年 - 2017年）
- オリオンびあぶれいく（エフエム沖縄、2013年 - ）
- CUE! BIG room（エフエム沖縄、2013年 - 2014年）[5]
- シャキッとi（RBCiラジオ、2019年 - 2020年）[6]
- アップ!!（RBCiラジオ、2020年 - ）

### テレビ番組
- りっかりっか沖縄（NHK沖縄放送局、2009年 - 2013年） - キャスター[4]
- ハイサイ!ニュース610（NHK沖縄放送局、2009年 - 2011年） - 「ナマからハイサイ」担当[7]、「ナマから調査隊」担当[8]、「ミュージアム探訪」担当[1]